# Brignolia ankhu
Espèce
Brignolia ankhu est une espèce d'araignées aranéomorphes de la famille des Oonopidae.

## Distribution
Cette espèce est endémique du Népal. Elle se rencontre dans le district de Dhading à 650 m d'altitude.

## Description
La femelle holotype mesure 1,82 mm.

## Étymologie
Son nom d'espèce lui a été donné en référence au lieu de sa découverte, Ankhu Khola Tal.

## Publication originale
- Platnick, Dupérré, Ott & Kranz-Baltensperger, 2011 : The goblin spider genus Brignolia (Araneae, Oonopidae). Bulletin of the American Museum of Natural History, no 349, p. 1-131 (texte intégral).